# غريغ بيرسون
غريغ بيرسون (بالإنجليزية: Greg Pearson)‏ (3 أبريل 1985 في المملكة المتحدة - ) هو لاعب كرة قدم بريطاني في مركز الهجوم. لعب مع روشدين ودايموندز وغريمسبي تاون ونادي بارنت ونادي بيرتن ألبيون ونادي كرو ألكساندرا ووست هام يونايتد وHinckley A.F.C. ‏ ونادي هدنسفورد تاون وHalesowen Town F.C. ‏ وHucknall Town F.C. ‏ ونادي كيدرمينستر هاريرز لكرة القدم ولينكولن سيتي أف سي ونونيتون بورو ‏ وBrackley Town F.C. ‏ وكانفي آيلاند وبيشوب ستورتفورد ونادي ألدرشوت تاون.

## وصلات خارجية
- غريغ بيرسون على موقع قاعدة بيانات كرة القدم.إي يو (الإنجليزية)
- غريغ بيرسون على موقع Soccerbase.com (لاعب) (الإنجليزية)
- غريغ بيرسون على موقع Soccerway.com (الإنجليزية)